# La gioia di vivere
La gioia di vivere (La Joie de vivre) è un romanzo di Émile Zola, dodicesimo del ciclo dei Rougon-Macquart.
Uscì dapprima a puntate sulla rivista Gil Blas, tra il 29 novembre 1883 e il 3 febbraio 1884, e in seguito venne pubblicato in forma di libro dall'editore Charpentier nel febbraio 1884.
Il personaggio principale è Pauline Quenu, figlia di Lisa Macquart e di M. Quenu, salumieri parigini che già erano apparsi ne Il ventre di Parigi (1873), terzo romanzo della saga, dove Pauline aveva un piccolo ruolo.

## Trama
La vicenda del romanzo ha inizio nel 1863 e copre l'arco di dieci anni.
Pauline Quenu, alla morte dei genitori, va a vivere con i Chanteau, parenti da parte di suo padre, nel borgo marinaro di Bonneville a circa 10 chilometri da Arromanches-les-Bains in Normandia.
Zola contrappone l'ottimismo di Pauline e la sua serenità d'animo con la malattia, il risentimento e la depressione prevalenti nella famiglia Chanteau.
In particolare il figlio diciannovenne Lazare, uno studioso degli scritti di Schopenhauer, è convinto della futilità della vita e intriso di pessimismo e nichilismo che egli cerca di esprimere in una incompiuta opera dal titolo "Symphony of Sorrow".
Nel corso di diversi anni una serie di rovesci finanziari costringe Mme Chanteau a "prendere in prestito" denaro dall'eredità di Pauline.
Lazare investe prima in una fabbrica per estrarre minerali dalle alghe e poi in un suo progetto di costruzione di una serie di pontili e dighe per proteggere Bonneville dalle onde batteriche. I loro esiti fallimentari, ridurranno ancora di più la fortuna di Pauline.
Attraverso tutte queste vicende, Pauline mantiene però la sua visione ottimistica verso la vita e l'amore per Lazare e per i suoi genitori.
Alla fine l'amore si estende a tutta il borgo marinaro poiché Pauline fornisce denaro, cibo e sostegno ai poveri di Bonneville, nonostante la loro evidente avidità e degenerazione.
A poco a poco in Mme Chanteau cresce il risentimento verso Pauline che viene accusata di essere avara, ingrata, egoista e di essere la sfortuna della famiglia.
Anche sul letto di morte Mme Chanteau non è in grado di superare il suo risentimento e accusa Pauline di volerla avvelenare quando lei tenta di curarla.
Pur essendo Lazare e Pauline sentimentalmente ma tacitamente impegnati, Pauline lo lascia libero in modo che egli possa sposare Louise Thibaudier, figlia di un ricco banchiere che sta trascorrendo le sue vacanze con la famiglia Chanteau.
Il loro matrimonio risulterà però essere infelice e il comportamento ossessivo- compulsivo di Lazare raggiunge l'apice ed egli è sempre più preso dalla paura della morte.
L'incapacità di Lazare di mantenere un lavoro subordinato e la sua evidente apatia aumenta l'infelicità del matrimonio.
Louise dà alla luce un bambino apparentemente morto, ma Pauline riesce a salvargli la vita immettendo, bocca a bocca, aria nei suoi polmoni.
Il romanzo si conclude 18 mesi più tardi quando ormai il piccolo Paul sta crescendo in buona salute mentre tra Louise e Lazare cresce ancor più la tensione e Bonneville viene completamente distrutta dalle onde.
Il suicidio di Véronique, la domestica degli Chanteau, conduce il romanzo a una stretta, con M. Chanteau che, distrutto dalla gotta e in agonia, inveisce contro il suicidio e loda le gioie inerenti alla lotta in corso per la vita di fronte alla tristezza e all'infelicità.

## Edizioni italiane
- trad. di Ferdinando Bideri, prefazione di Achille Macchia, Bideri, Napoli 1915 (con il titolo Voluttà della vita)
- trad. di Paola Messori, introduzione di Guido Ceronetti, con una nota di Henri Mitterand, BUR, Milano 1994 ISBN 8817169897

## Adattamenti
- Jean-Pierre Améris ha tratto dal romanzo un film per la televisione nel 2011.